# 卡洛斯·戈恩

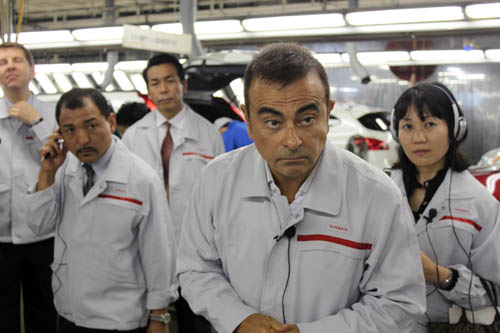
卡洛斯戈恩在日本九州的日产工厂回答了记者的提问 - 2011

卡洛斯·戈恩（葡萄牙語：Carlos Ghosn，1954年3月9日—）是巴西出生的黎巴嫩裔法國籍企業家，前任雷諾董事長兼行政總裁（CEO），日產汽車會長、社長兼行政總裁（CEO），以及雷諾日產聯盟行政總裁（CEO）。出生於巴西韋柳港、成長於黎巴嫩與法國，並擁有法國、巴西、黎巴嫩等多重國籍。父母為黎巴嫩移民後裔，因為執行日產復興計畫，使日產汽車起死回生，以民族英雄姿態出現在日本的雜誌與漫畫之中。2018年因涉嫌巨額經濟犯罪而被日本警方拘捕，2019年底透過不明方式棄保潛逃至黎巴嫩。

## 生平

### 家庭
其祖父比夏拉·戈恩（Bichara Ghosn）在13歲時由黎巴嫩移民至巴西朗多尼亚州，最早在橡膠工廠工作，之後成為農產品公司的負責人。其父豪爾赫·戈恩（Jorge Ghosn）移居韋柳港後，認識其母親，她也是一名黎巴嫩移民，兩人在韋柳港結婚，卡洛斯·戈恩在此出生。

### 早年经历
卡洛斯·戈恩一歲時，因為誤喝了受污染的生水，嚴重發燒。他的父母因此決定移居到里約熱內盧居住。在六歲時，卡洛斯·戈恩及其他手足，跟隨其母回到黎巴嫩貝魯特居住。卡洛斯中學就讀黎巴嫩的私立法語學校，由耶穌會開設的占豪爾聖母學院（法語：Collège Notre Dame de Jamhour）。高中就讀巴黎的私立高中，斯坦尼斯拉斯學院（法語：Collège Stanislas de Paris），在此完成大学校预科班。
1978年，卡洛斯·戈恩在巴黎综合理工学院取得工科學位（X1974），在国立巴黎高等矿业学校完成最後一年的實習。
畢業後，卡洛斯·戈恩在米其林輪胎公司工作了18年。他曾在法國多間工廠工作，在1985年，他被指派為南美洲地區營運長，負責價值3千萬美金營收的南美洲事業群，直接向米其林公司的執行長報告。回到里約熱內盧，戈恩面對米其林公司在當地飽受通貨膨脹之苦，利潤下降的情況，他將法國、巴西與其他國籍的經理人匯集在一起，組成一個跨職能的經營團隊，共同決定在南美洲區域最佳的營運方式。

### 組建「雷諾-日產-三菱聯盟」
日产自进入1990年代以来因日本泡沫经济崩溃及同期日产高层一系列错误决策开始连续亏损，截止1998年背负债务就高达2.1兆日元，市场份额由6.6%下降到不足5%，仅次于同期的本田，濒临破产的边缘。
1999年3月27日，雷诺按照每股400日元的价格，以54亿美元收购日产汽车36.8%股权，成为日产公司的大股东，组建雷诺-日产联盟。一年后的2000年，戈恩成為日產汽車社長，2001年兼任行政總裁（CEO）。戈恩上任后大幅缩减成本，拯救了处于破产边缘的日产汽车。两年之内，日产在戈恩的领导下扭亏为盈，成为当时汽车界的一个“传奇”。
2003年，在戈恩的推动下，日产在中華人民共和國成立合资公司东风日产，成為進入中華人民共和國的合资车企。
2004年，戈恩被日本明仁天皇授予蓝绶褒章（the Japan Medal with Blue Ribbon）。
2005年，戈恩任雷諾行政總裁（CEO）。
2016年10月20日，三菱汽車并入雷诺-日产联盟，联盟自此更名为“雷诺-三菱-日产联盟”，戈恩擔任最高負責人。

### 被控罪逮捕
2018年11月19日，戈恩搭乘商務客機降落羽田機場後，被東京地方檢察廳特搜部約談，之後特搜部以戈恩多年來在有價證券報告書之中低報自身薪資，並挪用公款進行私人投資，涉嫌違反金融商品取引法將他逮捕，據稱瞒报金额高达50億日元。11月26日，三菱董事局決定解除其董事长职务。
2019年3月6日，在東京拘置所羈押108天後，東京地方法院裁定戈恩以10億日元保釋金交保。
2019年4月4日，東京地方檢察廳特搜部以涉嫌违反《公司法》违规挪用日产资金再次逮捕戈恩。
2019年4月8日，日产汽车在临时股东大会通过议案，同意解除卡洛斯･戈恩董事职务。

### 出逃至黎巴嫩
2019年12月30日，戈恩在日本法院的出境禁令下棄保潛逃离開日本并最终抵達黎巴嫩，15億日圓保釋金被沒收。12月31日，戈恩發表聲明表示「我人就在黎巴嫩，但不是畏罪潛逃，而是要躲避日本政治和司法的迫害。」。
黎巴嫩電視台MTV指稱他是乘私人飛機抵達黎巴嫩，戈恩藏身于一個事先定制好的樂器箱中，在假扮樂隊的特種部隊成員幫助下成功逃離了日本，戈恩的妻子接受路透社採訪時駁斥了相關說法，稱此一說法為「幻想」，並拒絕透露其真正的離開方式。日本NHK指出高恩與兩位曾服役於美軍特種部隊的民間軍事公司專家在12月29日下午於六本木的君悅飯店會合後，一同到品川車站搭乘東海道新幹線列車抵達新大阪車站，再乘車到大阪府泉佐野市一家高級飯店，在該飯店房間內高恩躲進一只大型鋁箱，被載到關西國際機場後，利用該機場對於私人飛機行李安檢不嚴的漏洞，順利上了私人飛機，飛行12小時抵達土耳其伊斯坦堡國際機場後，換乘另一架私人飛機飛抵黎巴嫩貝魯特國際機場。戈恩在2020年7月接受阿拉伯衛星電視台訪問時，表示已經有周詳計劃逃亡，並非臨急應變。
2020年1月2日，国际刑警组织对戈恩发出紅色通缉令。2020年1月7日，东京检察官以戈恩的妻子作偽證為由对其发出逮捕令。
2020年1月8日，戈恩召開記者發布會。会上戈恩並未透露具體逃亡過程，稱日本檢方對他的所有指控不實，批評檢察官向媒體發布假消息及在日本的拘留狀況違反人權，在沒有律師陪同下，長時間訊問。並稱法國總統馬克宏試圖推動日產與雷諾完全合併的舉動激怒日本政府而連累到他。
2020年1月9日，黎巴嫩检方对戈恩发出离境禁令。
2020年5月8日，土耳其檢方起訴私人飛機公司MNG Jet的7人，其中4人為高恩逃亡所搭飛機的機師、1人為負責調度飛機與處理相關文件的主管科斯曼（Okan Kosemen），這5人被控「走私移民」罪名，根據土耳其法律，最重可處8年有期徒刑。另外被起訴的2人為該飛機的空服員，被控「未通報犯罪行為」，最重可處一年有期徒刑。2021年2月24日，伊斯坦堡法院一審判決科斯曼與其中兩名機師有罪，各判4年2個月有期徒刑，併科3萬1240里拉罰金；另2名機師及2名空服員則獲判無罪。
2020年5月20日，美國司法部表示當天已在麻州逮捕協助高恩逃亡的59歲前綠扁帽部隊隊員麥克·泰勒（Michael Taylor）與其27歲兒子彼德·泰勒（Peter Taylor）。麥克·泰勒曾於2009年救出在阿富汗遭神學士囚禁的紐約時報記者大衛·羅德（David Rohde）。美国检方认定戈恩向泰勒父子共支付130多万美元。美國國務院於2020年10月同意引渡這對父子到日本，雖然泰勒父子向法院提出暫停引渡的要求，但2021年2月先後遭波士頓第一巡迴上訴法院與最高法院駁回，因此他們在同年3月2日被引渡到日本，東京地檢特搜部逮捕後，移送到東京拘留所。
2022年4月22日，法国检方正式对戈恩发出国际逮捕令。该国南泰尔地方检方表示，这一逮捕令是针对雷诺-日产联盟与阿曼一家企业间的可疑支付发出的。